# Vladimír Hruška
Vladimír Hruška (* 2. srpna 1957, Praha) je bývalý český fotbalista, útočník, reprezentant Československa.

## Fotbalová kariéra
Za československou reprezentaci odehrál roku 1985 tři zápasy a vstřelil 1 gól (v zápase kvalifikace na Mistrovství světa 1986 s Portugalskem), jednou startoval v olympijském výběru. V československé lize odehrál 196 utkání a dal 49 gólů. Hrál za Bohemians (1978-1979, 1981-1988) a RH Cheb (1979-1981). S Bohemians získal historický titul mistra republiky roku 1983 a postoupil do semifinále Poháru UEFA. V Poháru mistrů evropských zemí nastoupil ve 3 utkáních a dal 1 gól a v Poháru UEFA nastoupil v 17 utkáních a dal 4 góly. V nižších soutěžích hrál za AS Angoulême a FK Chmel Blšany.

## Ligová bilance
| Ročník                                   | Zápasy | Góly | Klub            |
| ---------------------------------------- | ------ | ---- | --------------- |
| 1. československá fotbalová liga 1978/79 | 13     | 1    | Bohemians Praha |
| 1. československá fotbalová liga 1979/80 | 26     | 9    | RH Cheb         |
| 1. československá fotbalová liga 1980/81 | 30     | 12   | RH Cheb         |
| 1. československá fotbalová liga 1981/82 | 12     | 0    | Bohemians Praha |
| 1. československá fotbalová liga 1982/83 | 18     | 4    | Bohemians Praha |
| 1. československá fotbalová liga 1983/84 | 25     | 6    | Bohemians Praha |
| 1. československá fotbalová liga 1984/85 | 21     | 4    | Bohemians Praha |
| 1. československá fotbalová liga 1985/86 | 10     | 3    | Bohemians Praha |
| 1. československá fotbalová liga 1986/87 | 15     | 6    | Bohemians Praha |
| 1. československá fotbalová liga 1987/88 | 26     | 4    | Bohemians Praha |
| CELKEM 1. čs. liga                       | 196    | 49   |                 |